# Paraliparis avellaneus
Paraliparis avellaneus är en fiskart som beskrevs av Stein, Chernova och Anatoly Petrovich Andriashev 2001. Paraliparis avellaneus ingår i släktet Paraliparis och familjen Liparidae. Inga underarter finns listade i Catalogue of Life.